# Idols 1
Het eerste seizoen van Idols begon op 1 november 2002 en de finale werd uitgezonden op 8 maart 2003. Het eerste seizoen werd gewonnen door Jamai Loman. Dit seizoen werd gepresenteerd door Tooske Breugem en vanaf de liveshows samen met Reinout Oerlemans. Breugem was vanaf de liveshows meer backstage met de finalisten bezig en Oerlemans op het podium. In de resultshow namen ze samen de presentatie op zich.
Binnen vijf afleveringen bereikte het programma een kijkdichtheid van twee miljoen kijkers per aflevering. Uiteindelijk zagen meer dan vijf miljoen mensen Jamai Loman als winnaar uitgeroepen worden. Dit zorgde ervoor dat er gemiddeld 3,7 miljoen kijkers per aflevering waren.
De winnaar, Jamai Loman, tekende een platencontract bij BMG Entertainment. Hij kreeg met zijn eerste twee singles meteen een top 10-hit. Lomans debuutsingle "Step Right Up" werd de bestverkochte single van 2003 en dit betekende ook zijn doorbraak als bekende Nederlander. Runner-up Jim Bakkum tekende ook een platencontract bij BMG Entertainment. Zijn muzikale carrière gaat beter. Bakkum is de Idol-finalist, die de meeste albums heeft uitgebracht. Naast Loman en Bakkum tekenden ook Hind Laroussi, Dewi Pechler, Marieke van Ginneken en Zosja El Rhazi een contract bij BMG, maar geen van allen staan daar tegenwoordig nog onder contract.

## Voorronden
De audities werden gehouden in Zeist, Eindhoven, Hoofddorp, Rotterdam en Assen. 7.626 jongeren waagden een poging om de vakjury van Idols te overtuigen van hun zangkwaliteiten. Uiteindelijk wisten slechts 94 de theaterronden te halen. Van deze 94 kandidaten moest de jury in de twee dagen het aantal terug brengen naar 30 kandidaten. Door middel van drie verschillende ronden; een chorus line, trio en een solo, moesten de kandidaten zich bewijzen. Na elke ronde ging de jury in beraad om enkele deelnemers te laten afvallen.
De theaterronde was in de TheaterHotel De Oranjerie in Roermond. Tijdens de eerste dag moesten alle 94 de kandidaten een chorus line uitvoeren. Tijdens de chorus line mocht elke kandidaat zelf bepalen wat ze zongen. Dit was a capella en nadat alle kandidaten waren geweest vielen er een aantal af. De volgende ronde was dat de kandidaten, door de jury gekozen, trio moesten vormen. De mannelijke trio's zongen "Isn't She Lovely?" (Stevie Wonder) en de vrouwelijke trio's "I'm So Excited" (The Pointer Sisters) Daarna bleven er vijftig kandidaten over die allemaal een solo nummer moesten zingen. Zowel de jongens als de meisjes mochten kiezen uit drie verschillende nummers.
Jongens
- "Rock DJ" (Robbie Williams)
- "Livin' la Vida Loca" (Ricky Martin)
- "Drops of Jupiter (Tell Me)" (Train)

Meisjes
- "Fallin'" (Alicia Keys)
- "Torn" (Natalie Imbruglia)
- "Like a Virgin" (Madonna)

Na elke ronde ging de jury in beraad om enkele kandidaten af te laten vallen. Uiteindelijk bleven er 30 kandidaten over die met elkaar de strijd aangingen in de workshops.
Van de afvallers in de eerste ronde was de Sallandse KlompenVincent een van de meest prominent aanwezige deelnemers. Met een soort van klompendansje bracht hij een nummer van Normaal ten gehore. Zijn optreden liet een dermate opvallende indruk achter bij velen, dat verzekeringsmaatschappij Achmea met Vincent een reclamefilmpje opnam in haar campagne "helaas berusten deze beelden niet op de werkelijkheid", waarin Vincent met zijn uitvoering de finale van het programma won.
Uit de voorronden is nog een groep ontstaan van diverse afvallers. De groep is samengesteld geworden door RTL Nederland om voor de finale een single op te nemen "Thank you for the music". In de groep zaten o.a. Lieveke, Alexandra en Mark. In het voorjaar van 2003 heeft de groep nog diverse tap-acts verzorgd in het land. Alexandra en Mark verlieten de band waarna er niets meer is vernomen van de andere groepsleden en de band in geheel.

## Workshops
Na de theaterronde ging de top 30 de workshops in. Alle 30 kandidaten, werden in drie groepen van tien gedeeld. Iedereen werd klaargestoomd voor de liveshows. De kandidaten kregen kledingadvies, danslessen en natuurlijk zanglessen. Vervolgens moest elke kandidaat een nummer naar eigen keuze zingen. Iedereen werd begeleid met een piano. Na elk optreden gaven twee juryleden commentaar op de optreden en ging de kandidaat terug naar de "Blue Room" waar Tooske tussen de overige kandidaten verbleef. Tooske hield hier hun peilingen en verwachtingen in de gaten. Wanneer alle tien de kandidaten waren geweest, gingen de telefoonlijnen open en kon het publiek thuis sms'en of bellen wie er door moesten naar de finale. In de uitslag-show maakte Tooske de top 5 bekend.
Hieronder staan de drie groepen met de kandidaten en hun performance-liedjes. In elk groep gingen er drie kandidaten door naar de volgende ronde, gebaseerd op de televoting. Na de workshops had de jury nog één wildcard te vergeven voor een van de eenentwintig overige kandidaten. 

### Workshop Groep 1
| Volgorde | Kandidaat            | Liedje (originele artiest)                                  | Resultaat                                 |
| -------- | -------------------- | ----------------------------------------------------------- | ----------------------------------------- |
| 1        | Leonie van Kuipers   | "Don't You Worry 'bout A Thing" (Stevie Wonder)             | Geëlimineerd                              |
| 2        | Vanessa Eman         | "Out Here On My Own" (Irene Cara)                           | Geëlimineerd                              |
| 3        | Jamai Loman          | "Always On My Mind" (Willie Nelson)                         | 1e plek (46% van de stemmen)              |
| 4        | Hind Laroussi        | "From This Moment On" (Shania Twain)                        | 2e plek (20% van de stemmen)              |
| 5        | Hester Paalman       | "Have a Little Faith in Me" (John Hiatt)                    | Geëlimineerd                              |
| 6        | Elton de Kom         | "Waiting For You" (Elton de Kom)                            | Geëlimineerd; 4e plek (7% van de stemmen) |
| 7        | Jelleke van Berkel   | "Fading Like a Flower (Every Time You Leave)" (Roxette)     | Geëlimineerd                              |
| 8        | Tialda van Slogteren | "A Woman's Worth" (Alicia Keys)                             | Geëlimineerd; 5e plek (6% van de stemmen) |
| 9        | Yuli Minguel         | "(You Make Me Feel Like) A Natural Woman" (Aretha Franklin) | 3e plek (12% van de stemmen)              |
| 10       | Winne de Leeuw       | "Lady in Red" (Chris de Burgh)                              | Geëlimineerd                              |

### Workshop Groep 2
| Volgorde | Kandidaat             | Liedje (originele artiest)                 | Resultaat                                 |
| -------- | --------------------- | ------------------------------------------ | ----------------------------------------- |
| 1        | Tashka Cijntje        | "Fallin'" (Alicia Keys)                    | Geëlimineerd                              |
| 2        | Roger Peterson        | "One" (U2)                                 | 2e plek                                   |
| 3        | Sabine Schulz         | "My Heart Will Go On" (Céline Dion)        | Geëlimineerd                              |
| 4        | Jim Bakkum            | "Jesse" (Joshua Kadison)                   | 1e plek (51% van de stemmen)              |
| 5        | Zosja El Rhazi        | "Weak" (Skunk Anansie)                     | Geëlimineerd; 4e plek (9% van de stemmen) |
| 6        | Charlotte Bors        | "I Want You Back" (The Jackson 5)          | Geëlimineerd                              |
| 7        | Sebastiaan Westerhout | "In My Bed" (Dru Hill)                     | Geëlimineerd                              |
| 8        | Marieke van Ginneken  | "Son Of A Preacherman" (Dusty Springfield) | 3e plek                                   |
| 9        | Louise Looijensteijn  | "I'll Be There" (The Jackson 5)            | Geëlimineerd                              |
| 10       | Igmar la Reine        | "Maybe" (Enrique Iglesias)                 | Geëlimineerd; 5e plek                     |

### Workshop Groep 3
| Volgorde | Kandidaat          | Liedje (originele artiest)                    | Resultaat                    |
| -------- | ------------------ | --------------------------------------------- | ---------------------------- |
| 1        | Bas Nibbelke       | "When You Say Nothing at All" (Ronan Keating) | 2e plek (15% van de stemmen) |
| 2        | Charlotte Hogeslag | "I Turn To You" (Christina Aguilera)          | Geëlimineerd                 |
| 3        | David Goncalves    | "Lately" (Stevie Wonder)                      | 3e plek (13% van de stemmen) |
| 4        | Dewi Pechler       | "How Come You Don't Call Me" (Prince)         | 1e plek (36% van de stemmen) |
| 5        | Graziëlla Hunsel   | "I'm Every Woman" (Chaka Khan)                | Geëlimineerd                 |
| 6        | Joël de Tombe      | "I Need You" (Nick Carter)                    | Geëlimineerd; 4e plek        |
| 7        | Linda Schilder     | "You Are The Dream" (Ilse DeLange)            | Geëlimineerd; 5e plek        |
| 8        | Roy van Iersel     | "Flying without Wings" (Westlife)             | Geëlimineerd                 |
| 9        | Suze van der Sluis | "Man! I Feel Like a Woman" (Shania Twain)     | Geëlimineerd                 |
| 10       | Yvette de Bie      | "Somebody Else's Guy" (CeCe Peniston)         | Geëlimineerd                 |

## Finalisten

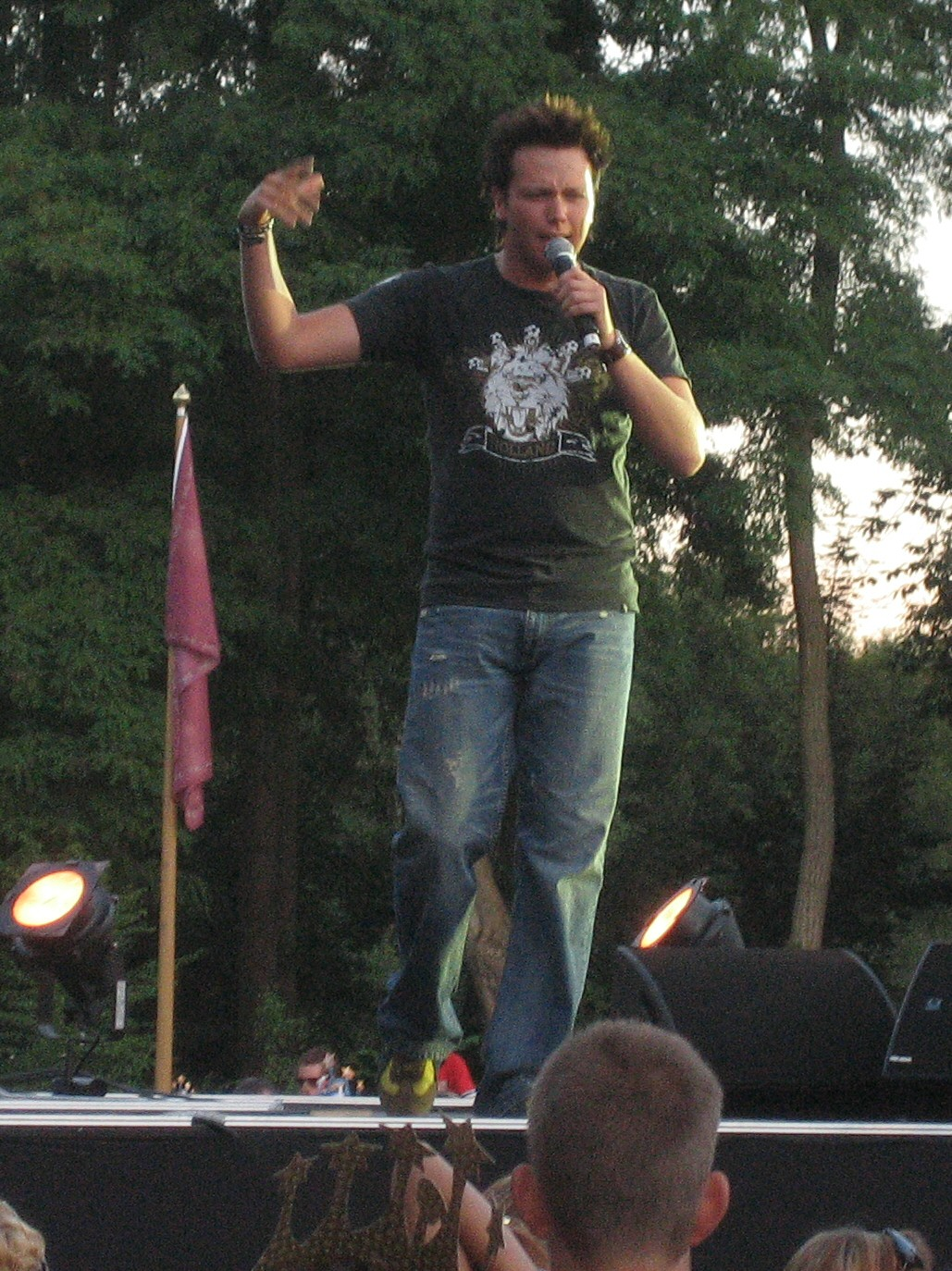
Jamai Loman

- Jamai Loman (geboren op 30 juni 1986 in Gouda, 16 jaar tijdens de show) komt uit Schoonhoven, waar hij samen met zijn twee zussen opgroeide. Lomans belangstelling voor muziek ontstond toen hij vrij jong was. Hij speelde vaak mee in schoolmusicals en deed altijd mee aan talentenjachten op school. In 2000 organiseerde de school waar Loman op zat een Shownight en hier startte de muzikale droom van Loman. Elk Shownight die volgde was Loman actief aanwezig. Ook ging hij meespelen als toetsenist bij een schoolband genaamd 8CC. Het was een jazz-bandje, waarin hij toetsenist was. Ze hebben ooit eens een cd opgenomen. Daarop werd overigens niet gezongen. Uiteindelijk besluit Loman zich op te geven voor Idols, die hij uiteindelijk op 8 maart 2003 wint.[1]

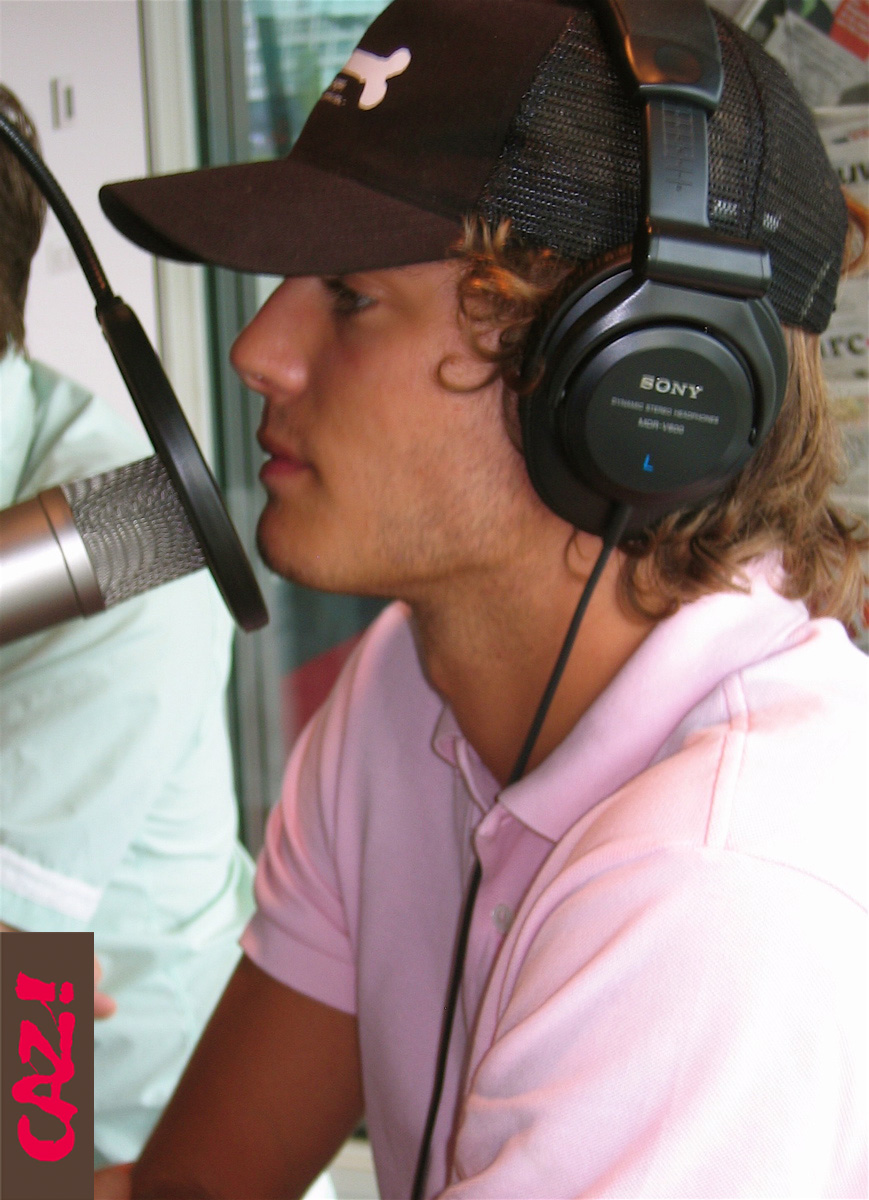
Jim Bakkum

- Jim Bakkum (geboren op 10 augustus 1987 in Alkmaar, 15 jaar tijdens de show) komt uit Alkmaar. Bakkum begon met zingen op zijn tiende en deed dat samen met zijn broer Danny. Ze traden bij verschillende evenementen op. Ze speelden onder andere nummers van Anouk en eigen nummers. Af en toe werd Bakkum ook uitgenodigd bij een sessie-avond van Harold Koopman. Bij een van deze sessies heeft hij samen met Yuli Minguel, mede Idols finalist, opgetreden. Een jaar later begon Bakkum een band met drie anderen, waaronder zijn broer. Aangezien ze nog jong waren noemden ze de band "The Kids". Met deze band traden ze regelmatig op, maar na een jaar kwam er een einde aan en is hij verdergegaan met het jaarlijks optreden in musicals. Bakkum heeft ook meegedaan aan het Junior Eurovisiesongfestival. Hij zat in de jury. Hij zat bij "De Hanswijckers" waar ze ook musicals opvoeren. Hij heeft onder andere in de musicals The Wizz, De Wereld van Mathijs en Dracula Spectacula gespeeld. Bij de musicalvereniging Kosmo Theater Producties was hij aan het repeteren voor de musical Jekyl and Hyde. Hij heeft hier echter nooit meegespeeld omdat hij in dezelfde periode de kwartfinales van Idols bereikte en stopte met de musical. Zijn rol werd toen overgenomen door Tommie Christiaan, die zelf later mee zal doen met Idols 2. Na Idols kreeg Bakkum wel een contract bij BMG. Waar hij tegenwoordig nog steeds bij zit.

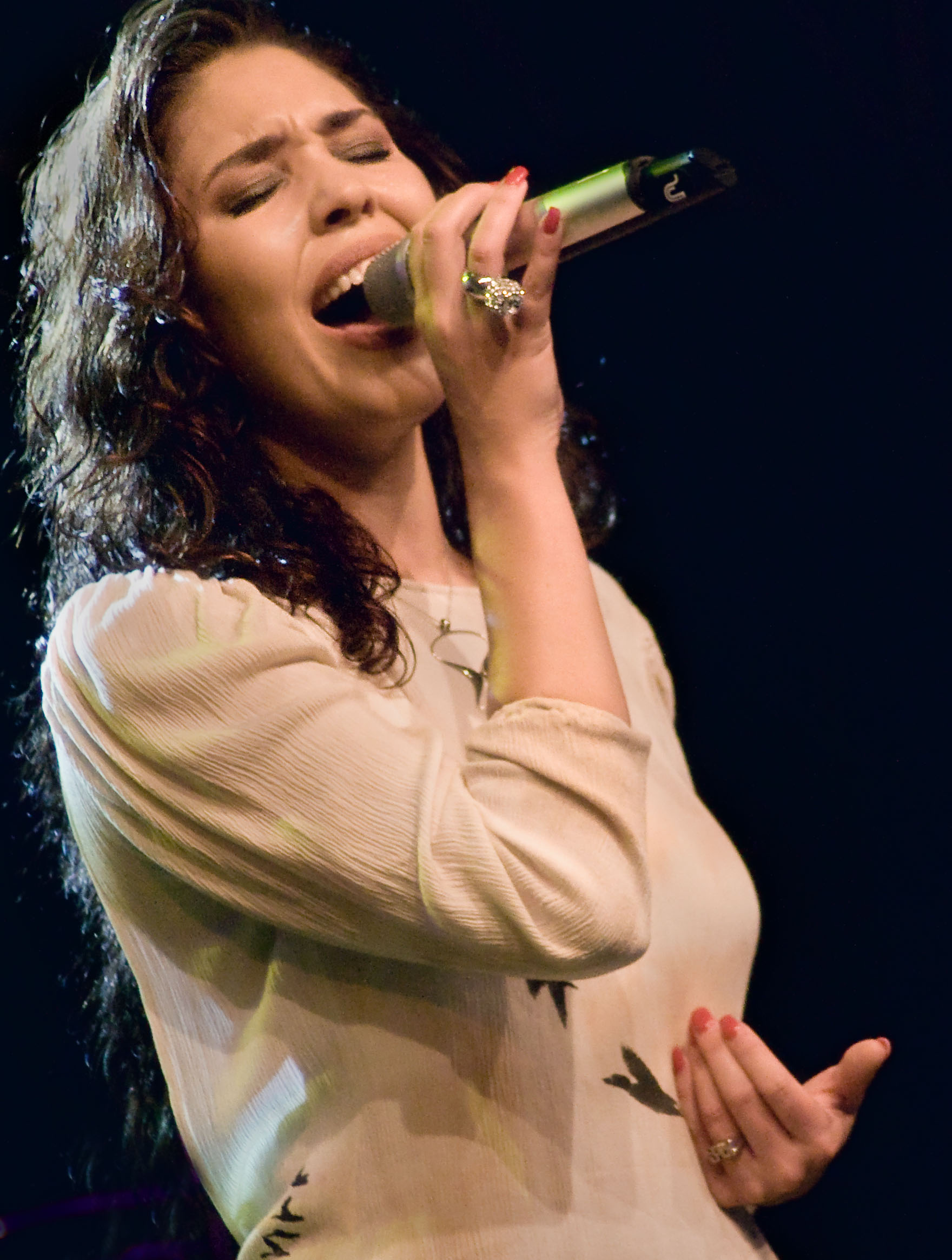
Hind Laroussi

- Hind Laroussi (geboren op 3 december 1984 in Gouda, was 17 tijdens haar auditie) is een Nederlandse/Marokkaanse zangeres. Toen Laroussi acht jaar was zong en acteerde zij voor het eerst in het openbaar. Kort daarna ging ze op zangles. Ze trad op tijdens muziek- en ouderavonden en volgde cabaretlessen. Laroussi kreeg een uitnodiging om te zingen tijdens de TMF-dancemasters party of the year in Duitsland. Dit alles resulteerde in een rol in Tracks, een eigentijdse theatervoorstelling. Ze heeft zang-, dans- en cabaretlessen gevolgd. Ook op nationaal niveau trad Hind voor het voetlicht. Ze deed mee aan de Soundmixshow 2002, en haalde daarbij de landelijke tv-finale, waarin ze te bewonderen was als Vanessa Williams. Later dat jaar gaf Laroussi zich op voor Idols. Ze werd net als Jim Bakkum tot favoriet benoemd. Tijdens de liveshows gingen er zelf geruchten dat Idols een doorgestoken kaart was en dat er allang vuurwerk in de vorm van de letters Hind was gekocht. Laroussi werd uiteindelijk in de halve finale geëlimineerd en werd derde. Na Idols kreeg Laroussi wel een contract bij BMG.

- Dewi Pechler (geboren op 9 september 1983 in Dokkum, was 19 tijdens de show) Pechler had al eerder aan een talentenjacht deelgenomen en in een aantal bandjes gezongen, waaronder een rapgroep. In 2000 kreeg ze op 16-jarige leeftijd een dochter. Pechler volgde de opleiding SCW Kunst & Cultuur in Zwolle, waarvan zang, dans en toneel onderdelen zijn. In 2002 gaf ze zich op voor Idols en belandde uiteindelijk bij de top4. Na Idols kreeg Pechler wel een contract bij BMG. Na één album en twee singles werd Dewi door BMG gedumpt. In 2009 doet Pechler mee met Popstars, waar ze uiteindelijk vijfde wordt. Dankzij Popstars wordt ze weer terug op de kaart gebracht en heeft ze weer een platencontract.

- David Goncalves (geboren op 26 april 1980, was 22 tijdens de show) werkte voor Idols lange tijd als ober. Daarvoor had hij ook al eens deelgenomen aan de voorronden van de Soundmixshow, de Dinershow op locatie en twee keer aan de Nachtsuite. In de workshop-ronde kwam David in workshopgroep 3. Na het nummer Lately van Stevie Wonder te hebben gezongen werd hij met 13% van de stemmen naar de finale-ronde doorgestemd. Vooral jurylid Jerney Kaagman was gedurende de reeks zeer onder de indruk van David. Hij werd uiteindelijk 5de. Goncalves brengt na Idols nog enkele singles uit, maar ze worden geen grote hits. In 2012 doet hij mee aan het derde seizoen van The voice of Holland en komt terecht in de liveshows als een van de kandidaten van Roel van Velzen. In z'n eerste liveshow wordt hij geëlimineerd.

- Marieke van Ginneken (geboren op 7 september 1979 in Papendrecht, was 23 tijdens de show) heeft van haar 15de tot haar 20e zangles gehad op muziekschool de Nieuwe Veste in Breda. Ondertussen was ze ook in bandjes gaan zingen. Vanaf 2000 zong Van Ginneken met Femke Blakborn en Judith Kamminga in meidengroep She Said van producer Eeg van Kruisdijk en manager Peter Willigendaal. Platengigant Warner Music toonde interesse en in februari 2002 lag de eerste single Don't you know why in de winkel. Ondertussen had de groep ook de door Eeg van Kruisdijk geproduceerde titelsong van Assepoester 2 ingezongen voor Disney, Put it together genaamd. Ondanks dat de plaat regelmatig werd gedraaid op tv en op radio was Warner niet enthousiast over de groep. In september 2002 besloten ze te stoppen met She Said. Toen gaf Van Ginneken zich op voor Idols en wist elke ronde te overleven. Van Ginneken werd uiteindelijk geëlimineerd in liveshow vijf. Na Idols kreeg Van Ginneken wel een contract bij BMG, maar kreeg geen nieuwe aangezien haar eerste twee singles niet het succes hadden dat verwacht was.

- Bas Nibbelke (geboren op 23 januari 1982 in Emmen, was 20 tijdens zijn auditie) is geboren en getogen in Emmen. Nibbelke volgde een HBO-opleiding in de sector sport en voetbalde bij SCN uit Nieuwlande en DZOH uit Emmen. Mocht het niet lukken, dan wilde Nibbelke graag docent lichamelijke oefeningen worden. Dat is hij nu aan het Esdal College in Emmen. Tevens is hij voetbaltrainer, van 2022 tot en met 2025 van VV Gieten. Bij Idols zat Bas in workshopgroep 3. De jury was tevreden over de performance van Bas. Hij kreeg 15% van de stemmen. Hij ging daarmee door naar de volgende ronde, de liveshows. Op zaterdag 2 februari eindigde voor Bas Idols, hij werd 7e.

- Joël de Tombe (geboren op 26 maart 1981, was 21 tijdens de show) zat van zijn 17e tot zijn 20e in de boyband All Of Us doordat zijn oom Ruud Boes, zanger van onder meer de Jodi singers, hem meenam naar producer Eeg van Kruisdijk, bekend van verschillende Disney-film soundtracks en de film Costa!. Als vooraanstaand zanger binnen de groep All Of Us trad Joel onder andere op bij het Nationaal Songfestival. Bij Idols viel Joel vooral op door het feit dat zijn vader geen kans onbenut liet om de loftrompet voor zijn zoon te steken. Hij kon daarnaast echter ook zeer verdienstelijk zingen en kwam zo in de workshop-ronde (4de ronde) terecht. Hij zat in workshopgroep 3 maar ging met een vierde plaats net niet door naar de volgende ronde. Joel kreeg echter van de jury de wildcard en mocht dus toch meedoen aan de liveshows. Op zaterdag 26 januari eindigde voor Joel Idols.

- Yuli Minguel (geboren op 19 februari 1978, was 23 tijdens de show) is al vanaf haar jeugd bezig met zingen. In 1997 won ze de The Box talent scout tour. Ze heeft opgetreden in het Luxor Theater in Rotterdam, de Melkweg in Amsterdam en Holland Casino. In de eerste workshop van Idols zong ze het nummer  Natural Woman, een wereldhit van Aretha Franklin die onder andere door Mary J. Blige werd gecoverd. Met 12% van de stemmen behaalde ze de derde plaats, en wist daarmee een plek in de finale te veroveren. Voor Minguel eindigde Idols met de tweede liveshow. In 2010 doet ze auditie bij the Britse versie van The X Factor en weet de jury ervan te overtuigen om door te gaan. Ze weet uiteindelijk de Britse versie van de Juryvisit te behalen, maar wordt uiteindelijk tot ongenoegen van de overige juryleden en het publiek niet als een van de drie finalisten uitgekozen. Later bleek er nog per categorie een wildcard te verdelen, waar Minguel uiteindelijk voor bedankte. Later zei ze die teleurstelling niet een derde keer te willen meemaken.

- Zosja El Rhazi (geboren op 5 mei 1981 in Amersfoort, was 21 tijdens de show) was al op jonge leeftijd actief in de muziek. Ze deed onder andere mee aan een editie van het muziekproject Kinderen voor Kinderen. Op de middelbare school volgde ze de HAVO en leerde ze het bespelen van de piano, viool en drums. Na de middelbare school volgde ze 2,5 jaar de theaterschool in Utrecht. Ze geef zich uiteindelijk op voor Idols en vanaf de eerste ronde was ze een van de favorieten van de jury, maar kwam aanvankelijk niet verder dan de workshopronde. Hierin werd ze door het publiek als vierde van haar groep gekozen en daardoor mocht ze niet meedoen aan de liveshows. Door het vertrek van Roger kon Zosje z'n plek innemen. Ze werd uiteindelijk ook weer als eerste geëlimineerd. Na Idols kreeg El Rhazi wel een contract bij BMG.

## Liveshows
De laatste fase bestond uit een reeks van negen avondvullende liveshows. Toegangskaarten daarvoor waren binnen twee weken uitverkocht. In de studio was telkens plaats voor zevenhonderd mensen. De kijkers konden steeds via telefoon of SMS stemmen welke kandidaten naar de volgende uitzending mochten.
Nadat Roger Peterson was geplaatst bij de laatste 10, besloot hij dat doorgaan voor hem geen zin had, omdat hij het door-hem-genoemde "wurgcontract" niet wilde tekenen. Daardoor schoof Zosja El Rhazi, die vierde werd in dezelfde workshop ronde als Roger, alsnog door naar de liveshows. Joël kreeg van de jury een Wildcard en maakte het tiental compleet. De wildcard was eerder bedoeld voor Zosja, maar door het vertrek van Roger kreeg uiteindelijk Joël deze.
Jamai en Jim streden uiteindelijk om de winst. Na de finale werd Jamai Loman (16) zaterdag 8 maart Idol 2003. Zijn carrière kreeg een push met onder meer een cd-contract. Naar de finale werd door meer dan 5 miljoen mensen gekeken. De stemverdeling werd niet bekendgemaakt. Later werd toch bekendgemaakt dat Jamai 75% van de stemmen had gekregen.

### Top 10 –Nummer 1 Hits
| Volgorde | Kandidaat            | Liedje (originele artiest)                                     | Resultaat    |
| -------- | -------------------- | -------------------------------------------------------------- | ------------ |
| 1        | Hind Laroussi        | "First Time" (Robin Beck)                                      | Veilig       |
| 2        | Jamai Loman          | "(Everything I Do) I Do It for You" (Bryan Adams)              | Veilig       |
| 3        | Zosja El Rhazi       | "What's Up?" (4 Non Blondes)                                   | Geëlimineerd |
| 4        | Bas Nibbelke         | "Losing My Religion" (R.E.M.)                                  | Veilig       |
| 5        | Dewi Pechler         | "Killing Me Softly" (Fugees)                                   | Veilig       |
| 6        | David Goncalves      | "Wind Of Change" (Scorpions)                                   | Bottom 2     |
| 7        | Joël de Tombe        | "Easy Lover" (Phil Collins)                                    | Bottom 3     |
| 8        | Marieke van Ginneken | "Stop" (Sam Brown)                                             | Veilig       |
| 9        | Jim Bakkum           | "Under The Bridge" (Red Hot Chili Peppers)                     | Veilig       |
| 10       | Yuli Minguel         | "I Wanna Dance With Somebody (Who Loves Me)" (Whitney Houston) | Veilig       |

### Top 9 –Soundtrack
| Volgorde | Kandidaat            | Liedje (originele artiest) — Film                                            | Resultaat    |
| -------- | -------------------- | ---------------------------------------------------------------------------- | ------------ |
| 1        | Yuli Minguel         | "Don't Let Go (Love)" (En Vogue) — Set It Off                                | Geëlimineerd |
| 2        | Bas Nibbelke         | "Circle of Life" (Elton John) — The Lion King                                | Bottom 3     |
| 3        | David Goncalves      | "Say You, Say Me" (Lionel Richie) — White Nights                             | Veilig       |
| 4        | Dewi Pechler         | "Lady Marmelade" (Christina Aguilera, Pink, Lil' Kim & Mya) — Moulin Rouge!  | Veilig       |
| 5        | Hind Laroussi        | "Colors of the Wind" (Vanessa Williams) — Pocahontas                         | Veilig       |
| 6        | Jamai Loman          | "Love Is All Around" (Wet Wet Wet) — Four Weddings and a Funeral             | Veilig       |
| 7        | Jim Bakkum           | "Against All Odds (Take a Look at Me Now)" (Phil Collins) — Against All Odds | Veilig       |
| 8        | Joël de Tombe        | "Gangsta's Paradise" (Coolio) — Dangerous Minds                              | Veilig       |
| 9        | Marieke van Ginneken | "Ease on Down the Road" (Diana Ross met Michael Jackson) — The Wiz           | Bottom 2     |

### Top 8 –Top 40
| Volgorde | Kandidaat            | Liedje (originele artiest)                                 | Resultaat    |
| -------- | -------------------- | ---------------------------------------------------------- | ------------ |
| 1        | Dewi Pechler         | "Stronger" (Sugababes)                                     | Veilig       |
| 2        | Joël de Tombe        | "Like I Love You" (Justin Timberlake)                      | Geëlimineerd |
| 3        | Jamai Loman          | "Sorry Seems To Be The Hardest Word" (Blue met Elton John) | Veilig       |
| 4        | Marieke van Ginneken | "Sk8er Boi" (Avril Lavigne)                                | Bottom 3     |
| 5        | David Goncalves      | "My Friend" (Groove Armada)                                | Bottom 2     |
| 6        | Bas Nibbelke         | "We've Got Tonight" (Ronan Keating & LuLu)                 | Veilig       |
| 7        | Hind Laroussi        | "Feel" (Robbie Williams)                                   | Veilig       |
| 8        | Jim Bakkum           | "Cry Me A River" (Justin Timberlake)                       | Veilig       |

### Top 7 –Nederlandstalig
| Volgorde | Kandidaat            | Liedje (originele artiest)                         | Resultaat    |
| -------- | -------------------- | -------------------------------------------------- | ------------ |
| 1        | Jamai Loman          | "De Vleugels Van Mijn Vlucht" (Paul de Leeuw)      | Veilig       |
| 2        | Hind Laroussi        | "Stil In Mij" (Van Dik Hout)                       | Veilig       |
| 3        | David Goncalves      | "Kon Ik Maar Even Bij Je Zijn" (Gordon Heuckeroth) | Veilig       |
| 4        | Bas Nibbelke         | "Annabel" (Hans de Booij)                          | Geëlimineerd |
| 5        | Marieke van Ginneken | "Margherita" (Marco Borsato)                       | Veilig       |
| 6        | Jim Bakkum           | "Zij Maakt Het Verschil" (De Poema's)              | Bottom 2     |
| 7        | Dewi Pechler         | "Een Moment Zonder Jou" (Nasty)                    | Veilig       |

### Top 6 –80's
De kandidaten opende gezamenlijk met Tooske en Reinout de show met "Wake Me Up Before You Go Go" (Wham!).
| Volgorde | Kandidaat            | Liedje (originele artiest)                       | Resultaat    |
| -------- | -------------------- | ------------------------------------------------ | ------------ |
| 1        | Marieke van Ginneken | "I’m Walking On Sunshine " (Katrina & the Waves) | Geëlimineerd |
| 2        | Jim Bakkum           | "Crazy Little Thing Called Love" (Queen)         | Veilig       |
| 3        | David Goncalves      | "All Night Long" (Lionel Richie)                 | Veilig       |
| 4        | Dewi Pechler         | "Let's Hear It For The Boy" (Deniece Williams)   | Bottom 2     |
| 5        | Jamai Loman          | "Relight My Fire" (Dan Hartman)                  | Veilig       |
| 6        | Hind Laroussi        | "Upside Down" (Diana Ross)                       | Veilig       |

### Top 5 – Love Songs
| Volgorde | Kandidaat       | Liedje (originele artiest)                                | Resultaat    |
| -------- | --------------- | --------------------------------------------------------- | ------------ |
| 1        | Jim Bakkum      | "When A Man Loves A Woman" (Percy Sledge)                 | Bottom 2     |
| 2        | Jamai Loman     | "Always" (Bon Jovi)                                       | Veilig       |
| 3        | David Goncalves | "Nothing's Gonna Change My Love for You" (Glenn Medeiros) | Geëlimineerd |
| 4        | Hind Laroussi   | "The Power Of Love" (Jennifer Rush)                       | Veilig       |
| 5        | Dewi Pechler    | "'What's Love Got To Do With It" (Tina Turner)            | Veilig       |

### Top 4 – Publiekskeuze
Elke kandidaat zong twee nummers.
| Volgorde | Kandidaat     | Liedje (originele artiest)          | Resultaat    |
| -------- | ------------- | ----------------------------------- | ------------ |
| 1        | Hind Laroussi | "Heaven" (Do)                       | Veilig       |
| 2        | Jim Bakkum    | "Uptown Girl" (Westlife)            | Bottom 2     |
| 3        | Dewi Pechler  | "Beautiful" (Christina Aguilera)    | Geëlimineerd |
| 4        | Jamai Loman   | "Let's Get Loud" (Jennifer Lopez)   | Veilig       |
| 5        | Hind Laroussi | "How Will I Know" (Whitney Houston) | Veilig       |
| 6        | Jim Bakkum    | "Hero" (Enrique Iglesias)           | Bottom 2     |
| 7        | Dewi Pechler  | "Objection (Tango)" (Shakira)       | Geëlimineerd |
| 8        | Jamai Loman   | "Angels" (Robbie Williams)          | Veilig       |

### Top 3 – Kandidatenkeuze
Elke kandidaat zong twee nummers.
| Volgorde | Kandidaat     | Liedje (originele artiest)                 | Resultaat    |
| -------- | ------------- | ------------------------------------------ | ------------ |
| 1        | Jamai Loman   | "If You Don't Know Me By Now" (Simply Red) | Veilig       |
| 2        | Jamai Loman   | "Celebration" (Kool & The Gang)            | Veilig       |
| 3        | Hind Laroussi | "Get Here" (Oleta Adams)                   | Geëlimineerd |
| 4        | Hind Laroussi | "Bad Girls" (Donna Summer)                 | Geëlimineerd |
| 5        | Jim Bakkum    | "'I’ll Be" (Edwin McCain)                  | Veilig       |
| 6        | Jim Bakkum    | "Proud Mary" (Ike & Tina Turner)           | Veilig       |

### Finale – Eerder gezongen single, Your Song, Eigen single
Elke kandidaat zong drie nummers.
| Volgorde | Kandidaat   | Liedje (originele artiest)                    | Resultaat |
| -------- | ----------- | --------------------------------------------- | --------- |
| 1        | Jim Bakkum  | "Under the Bridge" (week 1)                   | Runner-Up |
| 2        | Jamai Loman | "Sorry Seems To Be The Hardest Word" (week 3) | Winnaar   |
| 3        | Jim Bakkum  | "Your Song" (Elton John)                      | Runner-Up |
| 4        | Jamai Loman | "Your Song" (Elton John)                      | Winnaar   |
| 5        | Jim Bakkum  | "Tell Her"                                    | Runner-Up |
| 6        | Jamai Loman | "Step Right Up"                               | Winnaar   |

## Eliminatielijst
| Top 30 | Top 10 | Winnaar |

| Veilig | Bottom Three | Bottom Two | Geëlimineerd |

| Ronde:     | Ronde:                | Workshops | Workshops | Workshops | Liveshows | Liveshows | Liveshows | Liveshows | Liveshows | Liveshows | Liveshows | Liveshows | Liveshows | Liveshows |
| Week:      | Week:                 | 15/12     | 22/12     | 29/12     | 12/1      | 19/1      | 26/1      | 2/2       | 9/2       | 16/2      | 23/2      | 2/34      | 9/3       |           |
| Plek       | Kandidaat             | Resultaat | Resultaat | Resultaat | Resultaat | Resultaat | Resultaat | Resultaat | Resultaat | Resultaat | Resultaat | Resultaat | Resultaat |           |
| 1          | Jamai Loman           | 1e        |           |           |           |           |           |           |           |           |           |           | Winnaar   |           |
| 2          | Jim Bakkum            |           | 1e        |           |           |           |           | Bottom 2  |           | Bottom 2  | Bottom 2  |           | Runner-Up |           |
| 3          | Hind Laroussi         | 2e        |           |           |           |           |           |           |           |           |           | Elim      |           |           |
| 4          | Dewi Pechler          |           |           | 1e        |           |           |           |           | Bottom 2  |           | Elim      |           |           |           |
| 5          | David Goncalves       |           |           | 3e        | Bottom 2  |           | Bottom 2  |           |           | Elim      |           |           |           |           |
| 6          | Marieke van Ginneken  |           | 3e        |           |           | Bottom 2  | Bottom 3  |           | Elim      |           |           |           |           |           |
| 7          | Bas Nibbelke          |           |           | 2e        |           | Bottom 3  |           | Elim      |           |           |           |           |           |           |
| 8          | Joël de Tombe         |           |           | 4e3       | Bottom 3  |           | Elim      |           |           |           |           |           |           |           |
| 9          | Yuli Minguel          | 3e        |           |           |           | Elim      |           |           |           |           |           |           |           |           |
| 10         | Zosja El Rhazi        |           | Elim1     |           | Elim      |           |           |           |           |           |           |           |           |           |
| 11         | Roger Peterson        |           | Stopte2   |           |           |           |           |           |           |           |           |           |           |           |
| Workshop 3 | Yvette de Bie         |           |           | Elim      |           |           |           |           |           |           |           |           |           |           |
| Workshop 3 | Charlotte Bors        |           |           | Elim      |           |           |           |           |           |           |           |           |           |           |
| Workshop 3 | Graziëlla Hunsel      |           |           | Elim      |           |           |           |           |           |           |           |           |           |           |
| Workshop 3 | Roy van Iersel        |           |           | Elim      |           |           |           |           |           |           |           |           |           |           |
| Workshop 3 | Linda Schilder        |           |           | Elim      |           |           |           |           |           |           |           |           |           |           |
| Workshop 3 | Suze van der Sluis    |           |           | Elim      |           |           |           |           |           |           |           |           |           |           |
| Workshop 2 | Tashka Cijntje        |           | Elim      |           |           |           |           |           |           |           |           |           |           |           |
| Workshop 2 | Charlotte Hogeslag    |           | Elim      |           |           |           |           |           |           |           |           |           |           |           |
| Workshop 2 | Louise Looijensteijn  |           | Elim      |           |           |           |           |           |           |           |           |           |           |           |
| Workshop 2 | Igmar la Reine        |           | Elim      |           |           |           |           |           |           |           |           |           |           |           |
| Workshop 2 | Sabine Schulz         |           | Elim      |           |           |           |           |           |           |           |           |           |           |           |
| Workshop 2 | Sebastiaan Westerhout |           | Elim      |           |           |           |           |           |           |           |           |           |           |           |
| Workshop 1 | Jelleke van Berkel    | Elim      |           |           |           |           |           |           |           |           |           |           |           |           |
| Workshop 1 | Vanessa Eman          | Elim      |           |           |           |           |           |           |           |           |           |           |           |           |
| Workshop 1 | Elton de Kom          | Elim      |           |           |           |           |           |           |           |           |           |           |           |           |
| Workshop 1 | Leonie van Kuipers    | Elim      |           |           |           |           |           |           |           |           |           |           |           |           |
| Workshop 1 | Winne de Leeuw        | Elim      |           |           |           |           |           |           |           |           |           |           |           |           |
| Workshop 1 | Hester Paalman        | Elim      |           |           |           |           |           |           |           |           |           |           |           |           |
| Workshop 1 | Tialda van Slogteren  | Elim      |           |           |           |           |           |           |           |           |           |           |           |           |

1Zosja was officieel geëlimineerd in de tweede workshop show. Zij kon terugkomen nadat Roger Peterson vrijwillig stopte en zij Roger verving in de top 10. Waarschijnlijk zou de jury Zosja uiteindelijk ook de wildcard hebben gegeven, maar die ging doordat Zosja Roger verving naar Joël.
2Roger behoorde officieel in de top 10. Een paar dagen voor de liveshow werd bekendgemaakt dat Roger het "wurgcontract" niet wilde tekenen. Roger stopte vrijwillig.
3Joël ontving tussen de derde workshop show en de eerste liveshow een uitnodiging om bij de studio's te komen kijken. Hier kreeg Joël te horen dat hij de wildcard heeft gekregen en alsnog door gaat.
4Jamai kreeg als eerste te horen dat hij door ging naar de finale. Daarna kreeg Jim te horen dat hij doorging naar de finale. Het is nooit gezegd dat Jim daadwerkelijk in de bottom two zat.

## Muziekuitgaven

### Albums
| Artiest        | Positie in show | Album               | NL verschijningsdatum | Chart |
| -------------- | --------------- | ------------------- | --------------------- | ----- |
| Jamai Loman    | Winnaar         | "Jamai"             | 2003                  | 2     |
| Jim Bakkum     | Runner-Up       | "Impressed"         | 12 augustus 2003      | 1     |
| Zosja El Rhazi | 10e             | "Phileine's Choice" | 6 oktober 2003        | -     |
| Dewi Pechler   | 4e              | "Know Me"           | 14 oktober 2003       | 10    |
| Hind Laroussi  | 3e              | "Around The World"  | 10 november 2003      | 9     |
| Jim Bakkum     | Runner-Up       | "Ready"             | 3 mei 2004            | 24    |
| Hind Laroussi  | 3e              | "Halfway Home"      | 8 oktober 2005        | 31    |
| Jim Bakkum     | Runner-Up       | "Dance With Me"     | 4 november 2005       | 10    |
| Jim Bakkum     | Runner-Up       | "Vrij"              | 29 juni 2007          | 23    |
| Dewi Pechler   | 4e              | "True To My Soul"   | 25 april 2008         | -     |
| Jim Bakkum     | Runner-Up       | "Nu"                | 15 mei 2009           | 26    |
| Hind Laroussi  | 3e              | "Crosspop"          | 8 oktober 2010        | 8     |

### Singles
Dit zijn de succesvolste uitgebrachte singles. Deze liedjes hebben in de top 10 van de NL Top 40 en/of NL Top 100 gestaan.
| Artiest       | Positie in show | Lied                                           | Hitlijst NL Top 40 | Hitlijst NL Top 100 |
| ------------- | --------------- | ---------------------------------------------- | ------------------ | ------------------- |
| Jamai Loman   | Winnaar         | "Step Right Up"                                | 1                  | 1                   |
| Jamai Loman   | Winnaar         | "When you walk in the room" (met Dewi Pechler) | 7                  | 7                   |
| Jim Bakkum    | Runner-Up       | "Tell Her"                                     | 1                  | 1                   |
| Jim Bakkum    | Runner-Up       | "This Love Is Real"                            | 2                  | 1                   |
| Jim Bakkum    | Runner-Up       | "On And On"                                    | 9                  | 9                   |
| Jim Bakkum    | Runner-Up       | "This Is It"                                   | 37                 | 40                  |
| Jim Bakkum    | Runner-Up       | "Dapper en sterk"                              | 13                 | 10                  |
| Jim Bakkum    | Runner-Up       | "Doe Dit, Doe Dat"                             | 17                 | 5                   |
| Jim Bakkum    | Runner-Up       | "Door Jou"                                     | 12                 | 6                   |
| Hind Laroussi | 3e              | "Summer All Over Again"                        | 11                 | 7                   |
| Dewi Pechler  | 4e              | "Left Of Center"                               | 7                  | 9                   |
| Dewi Pechler  | 4e              | "Sour"                                         | tip                | 7                   |